# Ace Racer
Ace Racer es un videojuego de carreras gratuito desarrollado y publicado por NetEase Games para IOS y Android. El juego entró en versión beta pública en China el 23 de julio de 2021. La versión global de Ace Racer se encuentra actualmente en beta, comenzando en Filipinas como beta cerrada para Android a través de Google Play Store

## Jugabilidad
Ace Racer cuenta con un estilo de juego de carreras arcade y comparte muchas características y elementos similares vistos en la serie Asphalt y el juego de carreras QQ Speed. Un clasificado y no clasificado (modo de práctica) está disponible para que los jugadores compitan entre sí en línea. Los jugadores pueden usar habilidades para ayudarlos en un evento. Diferentes pistas son más adecuadas para diferentes tipos de vehículos y requieren que el jugador decida la elección de automóvil más adecuada para ese evento. El juego también presenta un modo de entrenamiento que enseña al jugador diferentes técnicas en varios escenarios.
La lista de vehículos consta de fabricantes ficticios y con licencia como Audi, BMW, Bugatti, Land Rover, McLaren, MG, Pagani, Porsche, Volkswagen y más. La mayoría de los vehículos se pueden obtener a través del sistema gacha del juego o haciendo compras desde la aplicación. Las mejoras se pueden aplicar a los vehículos de varias maneras, así como personalizaciones visuales como placa de matrícula, libreas, pintura, neumáticos y más. Cada automóvil puede tener uno de los tres roles (Principal, Interferencia y Soporte) que también vienen con diferentes Ultimates respectivamente. La mayoría de la ropa y los atuendos de los personajes también se obtienen a través del sistema gacha o compras en la aplicación.

## Desarrollo
Ace Racer usa PhysX de Nvidia para su motor. El juego apareció por primera vez en junio de 2020 y se puso a disposición una versión beta cerrada para descargar en su sitio web oficial. El juego fue uno de los otros juegos revelados por NetEase en el Evento NetEase Connect 2021. Junto con Racing Master, esta es la primera vez que NetEase produce un juego para el género de carreras. Se llevó a cabo una versión beta cerrada de la plataforma Android del 27 de mayo al 10 de junio de 2021. Posteriormente, el juego lanzó una versión beta pública para jugadores en China el 23 de julio de 2021 que permitió a los jugadores de iOS participar a diferencia de la versión beta anterior. El 22 de octubre de 2021, el juego debutó públicamente en la Huawei Developer Conference de 2021. El 2 de marzo de 2022, NetEase Games Global en Singapur lanzó la primera prueba beta cerrada de servidor en Filipinas, que se puede descargar a través de Google Play Store. Poco después de la conclusión de la Prueba beta de Filipinas, una prueba beta cerrada para Canadá y los Estados Unidos lanzada el 8 de abril de 2022.

## Regulación del gobierno chino
El 1 de septiembre de 2021, de acuerdo con las medidas contra la adicción que tienen como objetivo prevenir la adicción a los videojuegos entre los jugadores menores de edad, NetEase Games actualizó su sistema de restricción y exigió que todos los usuarios tuvieran sus nombres reales vinculados a su cuenta. Esto fue para garantizar que los jugadores menores de edad jugaran con una edad mayor falsa para eludir las medidas. La nueva zona horaria para que los jugadores menores de 8 años accedan al juego es de 20:00 a 21:00 los viernes, sábados, domingos y festivos. Los jugadores de 8 a 16 años no pueden gastar más de 50 yuan en una compra y 200 yuanes por mes. Los jugadores de 16 a 18 años no pueden gastar más de 100 yuanes en una compra y 400 yuanes por mes.